# Marina gracilis
Marina gracilis är en ärtväxtart som beskrevs av Frederik Michael Liebmann. Marina gracilis ingår i släktet Marina och familjen ärtväxter. Inga underarter finns listade i Catalogue of Life.